# James Blair
James Blair (anglès: James Howard Blair)  (Placerville, 28 d'octubre de 1909 - Placerville, 23 de maig de 1992) va ser un remer estatunidenc que va competir durant les dècades de 1920 i 1930.
El 1932 va prendre part en els Jocs Olímpics de Los Angeles, on guanyà la medalla d'or en la competició del vuit amb timoner del programa de rem. Estudià a la Universitat de Califòrnia a Berkeley.